# Pielego
Il pièlego, talvolta citato anche come pièlago, è stata un'imbarcazione tipica del medio e alto Adriatico.
Versione ridotta del trabaccolo, era dotato di due alberi muniti di vela al terzo e randa, le dimensioni non superavano i 18 metri di lunghezza, 5,5 metri di larghezza e 2,4 metri di altezza, con portata di 100 tonnellate circa fu utilizzata per la pesca e/o il carico di merci sino ai primi anni del XX secolo.